# Orłów (Borowa)
Orłów (deutsch Schönanger) ist eine Ortschaft mit einem Schulzenamt der Gemeinde Borowa im Powiat Mielecki der Woiwodschaft Karpatenvorland in Polen.

## Geographie
Der Ort liegt am linken Ufer des Flusses Wisłoka. Die Nachbarorte sind Pławo im Norden, Chrząstów im Osten, Wola Pławska im Süden, sowie Czermin im Westen.

Lage von Orłów in der Gemeinde

## Geschichte

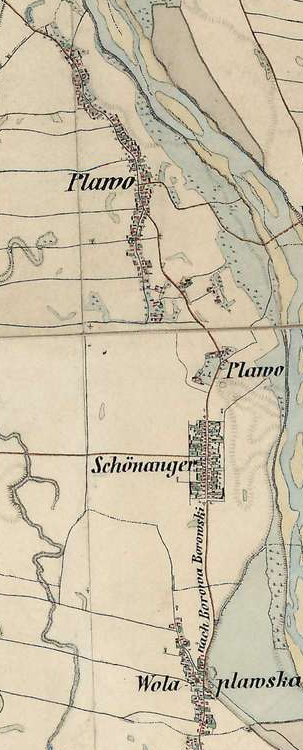
Pławo, Schönanger und Wola Pławska auf der Franziszeischen Landesaufnahme um die Mitte des 19. Jahrhunderts

Bei der Ersten Teilung Polens kamen die Kammergüter der Stadt Sandomierz 1772 zum neuen Königreich Galizien und Lodomerien des habsburgischen Kaiserreichs (ab 1804).
Das Dorf entstand im Jahre 1783 im Zuge der Josephinischen Kolonisation auf dem Grund des Dorfes Pławo. 44 deutsche katholische Familien wurden als Kolonisten angesiedelt. Im Gegensatz zu anderen römisch-katholischen Kolonien wurden die Kolonisten lange Zeit nicht polonisiert: 1812 gab es 225 Deutsche, 1880 noch 220.
Im Jahre 1900 hatte die Gemeinde Schönanger im Bezirk Mielec 38 Häuser mit 271 Einwohnern, davon waren 187 deutschsprachig, 84 polnischsprachig, 264 römisch-katholisch, es gab 7 Juden.
1918, nach dem Ende des Ersten Weltkriegs und dem Zusammenbruch der k.u.k. Monarchie, kam Orłów zu Polen. Unterbrochen wurde dies durch die Besetzung Polens durch die Wehrmacht im Zweiten Weltkrieg, währenddessen es zum  Generalgouvernement gehörte.
Im Jahre 1921 hatte die Gemeinde Schönanger 43 Häuser mit 271 Einwohnern, davon waren alle Polen, außer Römisch-Katholiken gab es einen Protestanten. Die polnische Staat begann erst im Jahr 1926 die deutschen Ortsnamen systematisch zu ändern.
Vor dem Weltkrieg strebte Herbert Czaja, der Professor am Gymnasium in Mielec, das Deutschtum in der Umgebung mit beschränkten Erfolg wiederzubeleben. Die Besatzer verstärkten die Bemühungen nach dem Umbruch des Weltkriegs. Roman Gesing, der bekannteste Nachgeborene der Kolonisten, leistete dagegen Widerstand. 1942 wurden die Mehrheit der Kolonisten aus Ranischau und Wildenthal unter anderem südlich in der neuen Kolonie Weizenbring in Wola Pławska umgesiedelt.
Von 1975 bis 1998 gehörte Orłów zur Woiwodschaft Rzeszów.

## Persönlichkeiten
- Roman Gesing  (* 1903; † 1975) polnischer Politiker, Sejm-Abgeordneter der Volksrepublik Polen